# زبان هونزیبی
زبان هونزیبی (انگلیسی: Hunzib language)یکی از زبان‌های قفقازی شمال شرقی است که توسط هونزیب‌ها در جنوب داغستان، نزدیک مرز روسیه با گرجستان صحبت می‌شود.

## طبقه‌بندی
هونزیبی متعلق به زبان‌های تسزی از زبان‌های قفقازی شمال شرقی است. طبق آخرین تحقیقات، این زبان نزدیک‌ترین ارتباط را با زبان بژتی و زبان خوارشی دارد. سایر زبان‌های تسزی شامل زبان تسزی و زبان هینوخ هستند. پیش‌تر، زبان خوارشی به جای ارتباط با هونزیبی، در گروهی مشترک با زبان‌های تسزی و هینوخ قرار داشت.

## توزیع جغرافیایی
زبان هونزیبی یک زبان رسمی نیست و به ندرت به صورت نوشتاری استفاده می‌شود. این زبان در مناطق تسونتین و قزل‌یورت در داغستان و همچنین در دو روستا در آن سوی مرز روسیه در گرجستان صحبت می‌شود.

## آواشناسی

### واکه‌ها
واکه‌های زبان هونزیبی می‌توانند کوتاه، بلند یا خیشومی باشند.
|            | واکه پیشین | واکه مرکزی | واکه پسین |
| ---------- | ---------- | ---------- | --------- |
| واکه بسته  | i          | ɨ          | u         |
| واکه میانی | e          | ə          | o         |
| واکه باز   |            | a          | ɑ         |

### همخوان‌ها
زبان هونزیبی دارای ۳۵ همخوان است. سه همخوان /x/، /ħ/ و /ʕ/ تنها در وام‌واژهها یافت می‌شوند.
|               |               | همخوان دولبی | همخوان لثوی | همخوان لثوی | همخوان کامی | همخوان نرم‌کامی | همخوان ملازی | همخوان حلقی | همخوان چاکنایی |
| مرکزی         | کناری         | همخوان دولبی |             |             | همخوان کامی | همخوان نرم‌کامی | همخوان ملازی | همخوان حلقی | همخوان چاکنایی |
| ------------- | ------------- | ------------ | ----------- | ----------- | ----------- | -------------- | ------------ | ----------- | -------------- |
| همخوان خیشومی | همخوان خیشومی | m            | n           |             |             |                |              |             |                |
| انفجاری       | بی‌واکی        | p            | t           |             |             | k              | q            |             | ʔ              |
| انفجاری       | واک           | b            | d           |             |             | ɡ              |              |             |                |
| انفجاری       | همخوان فورانی | pʼ           | tʼ          |             |             | kʼ             | qʼ           |             |                |
| انسایشی       | بی‌واکی        |              | t͡s          | t͡ɬ          | t͡ʃ          |                |              |             |                |
| انسایشی       | فورانی        |              | t͡sʼ         | t͡ɬʼ         | t͡ʃʼ         |                |              |             |                |
| سایشی         | بی‌واکی        |              | s           | ɬ           | ʃ           | x              | χ            | ħ           | h              |
| سایشی         | واک           |              | z           |             | ʒ           |                | ʁ            | ʕ           |                |
| همخوان لرزشی  | همخوان لرزشی  |              | r           |             |             |                |              |             |                |
| ناسوده        | ناسوده        |              |             | l           | j           | w              |              |             |                |

## دستور زبان

### جنس دستوری
مانند تعدادی از دیگر زبان‌های قفقازی شمال شرقی، زبان هونزیبی دارای سامانه جنس دستوری با پنج رده است. رده‌های اول و دوم به ترتیب نشان‌دهنده جنس مذکر و مؤنث برای موجودات عاقل هستند، در حالی که رده‌های باقی‌مانده برای اشیاء بی‌جان به کار می‌روند. علامت‌گذاری جنس بر روی اسم‌ها پنهان است، اما در افعال، صفت‌ها، ضمیرها و ساخت‌های قیدی ظاهر می‌شود.
| رده | مفرد | جمع |
| --- | ---- | --- |
| I   | ∅-   | b-1 |
| II  | j-   | b-1 |
| III | j-   | r-1 |
| IV  | b-1  | r-1 |
| V   | r-1  | r-1 |

1. زمانی که قبل از یک واکه خیشومی قرار می‌گیرند، نشانه‌های رده b- و r- به ترتیب به m- و n- تبدیل می‌شوند.

### اسم‌ها
نام‌واژه‌ها در زبان هونزیبی به پنج رده اسمی تقسیم می‌شوند: مذکر، مؤنث و سه رده برای اشیاء بی‌جان. در هونزیبی چندین صرف وجود دارد، از جمله حالت مطلق، حالت کنایی (ارگاتیو)، حالت اضافه و حالت ابزاری. همچنین، چندین نشانگر شبیه به حالت‌های دستوری برای نشان دادن جهت وجود دارد که شامل حالت‌های مفعولی، اضافی، رویی (برتر)، تماس، مشارکتی و گرایشی می‌شود. موارد زیر از کتاب دستور زبان هونزیبی نوشته هلما فان دن برخ گرفته شده است.

#### حالت‌ها
زبان هونزیبی دارای چهار حالت دستوری اصلی است: حالت مطلق، حالت کنایی، حالت اضافه و حالت ابزاری. حالت مطلق از ریشه پایه ساخته می‌شود، و سایر حالت‌ها از ریشه مایل (غیرمستقیم) شکل می‌گیرند.
| حالت        | نشانگر         |
| ----------- | -------------- |
| حالت مطلق   | -∅             |
| حالت کُنایی  | -l1 / -lo2, -y |
| حالت اضافه  | -s             |
| حالت ابزاری | -d1 / -do2     |

1. بعد از واکه‌ها
2. بعد از همخوان‌ها

زبان هونزیبی همچنین مجموعه‌ای از حالت‌های محلی دارد که محل‌ها با پسوندهای جهت‌دار ترکیب می‌شوند. حالت‌های حالت برایی و حالت اضافی (ادسیو) نیز عملکردهای نحوی دارند، اما از نظر ریخت‌شناسی محلی هستند.
| محل‌نمایی             | نشانگر | حالت جدایی (الاتیو) | حالت تبدیلی (ترنسلاتیو) |
| -------------------- | ------ | ------------------- | ----------------------- |
| حالت مفعولی          | -V1    | -V1-sə              | -V1-ƛʼ(i)               |
| حالت اضافی           | -g(o)  | -go-s               | ***                     |
| حالت برتر (سوپراسیو) | -ƛʼ(o) | -ƛo-s               | -ƛʼo-ƛʼ                 |
| حالت زیرین (سابسیو)  | -ƛ     | (-ƛ-sə)             | ***                     |
| تماس                 | -λ     | -λ-sə               | -λ-ƛʼi                  |
| حالت پیوندی          | -ǧur   | -ǧur-sə             | -ǧur-ƛʼi                |
| حالت گرایشی (آلاتیو) | -dər   | -dər-sə             | -dər-ƛʼi                |
| حالت تقریبی          | -do    | -do-V               |                         |

1. واکه در این ساختارها، همان واکه در هجاهایی است که به آن‌ها می‌پیوندند.

#### ریشه مایل
برای حالت‌های غیر از حالت مطلق، نشانگر حالت به یک ریشه مایل متصل می‌شود، که اغلب ریشه پایه به‌اضافه یک پسوند از پیش تعیین‌شده واژگانی است.
| پسوند   | توضیحات                                                       | پسوند    | توضیحات |
| ------- | ------------------------------------------------------------- | -------- | ------- |
| -li     | تولیدی؛ بیشتر در اسم‌هایی که به همخوان ختم می‌شوند              | -ba      | نادر    |
| -a      | رایج؛ با اسم‌هایی که به همخوان یا واکه (به ویژه -u) ختم می‌شوند | -y       | نادر    |
| -lo     | رایج؛ بیشتر با اسم‌هایی که به -i ختم می‌شوند                    | -ɑ/e/o/u | نادر    |
| -yo     | رایج؛ بیشتر با اسم‌هایی که به -i ختم می‌شوند                    | -la      | نادر    |
| -i      | رایج؛ بیشتر با اسم‌هایی که به واکه ختم می‌شوند                  | -mo      | نادر    |
| -bo     | رایج؛ با اسم‌هایی که به همخوان یا واکه ختم می‌شوند              | -di/u/o  | نادر    |
| -ra/o/u | نادر                                                          |          |         |
| -tʼu    | نادر                                                          |          |         |

برخی از اسم‌ها (حدود ۷٪) از هیچ گونه افزونه‌ای استفاده نمی‌کنند و ریشه مایل و ریشه پایه آن‌ها یکسان است. این واژه‌ها معمولاً به واکه ختم می‌شوند، مانند "پدر" در حالت مطلق ['ɑbu] و حالت اضافه [ɑbu-s]. تعداد کمی از اسم‌های هونزیبی تغییر ریشه دارند، مانند "ماه" که در حالت مطلق [bot͡so] و در حالت اضافه [bɨt͡sə] است.

### افعال
بیشتر افعال با اسم‌های عبارت در حالت مطلق از نظر رده و شمار مطابقت دارند. از آنجا که زبان هونزیبی دارای هم‌ترازی ارگاتیو است، این برابر با فاعل جمله‌های لازم و مفعول جمله‌های متعدی است.

### ترتیب واژگان
زبان هونزیبی معمولاً از الگوی نهاد–مفعول–فعل (SOV) پیروی می‌کند.